# Comparettia minuta
Comparettia minuta är en orkidéart som först beskrevs av Leslie Andrew Garay och Galfrid Clement Keyworth Dunsterville, och fick sitt nu gällande namn av Mark W. Chase och Norris Hagan Williams. Comparettia minuta ingår i släktet Comparettia, och familjen orkidéer. Inga underarter finns listade i Catalogue of Life.